# Artsakh
|  | Per a altres significats, vegeu «República d'Artsakh». |

Artsakh o Artzakh (de vegades Khatxèn) va ser la desena província (nahang) del Regne d'Armènia des del c. 189 aC fins al 387 dC, quan va passar a formar part de l'Albània caucàsica, un principat subjecte de l'Imperi Sassànida, després de la pau d'Acilisene. Dels segles vii al ix, va caure sota control àrab. L'any 821 va formar el principat armeni de Khatxèn i cap a l'any 1000 es va proclamar el Regne d'Artsakh, un dels últims regnes i principats d'Armènia oriental medieval que va mantenir la seva autonomia després de les invasions turques dels segles XI al XIV.
Les inscripcions cuneiformes deixades pels reis urartians esmenten una terra o terres anomenades "Ardakh/Adakh", "Urdekhe/Urtekhini" i "Atakhuni", que alguns estudiosos identifiquen amb Artsakh. Quan parla d'Armènia a la seva Geografia, l'historiador clàssic Estrabó es refereix a una regió armènia que ell anomena "Orchistene", que també es creu que és una traducció del nom Artsakh. Algunes fonts armenies primerenques deletregen el nom com Ardzakh (Արձախ).

## Geografia
Artsakh es trobava a la vora més oriental de l'Altiplà d'Armènia (la part oriental del Caucas Menor) i era majoritàriament muntanyosa i boscosa. S'estima que la seva superfície era d'11.528 km². Limitava amb les següents províncies armènies:Uti a l'est, Gardman al nord-est i Siunik al sud-oest. El riu Arax va formar el seu límit sud, mentre que el riu Hakari/Aghavno era el seu únic límit clar amb Siunik. Al seu est i sud-est es trobaven les terres baixes entre els rius Kura i Arax i la plana Mughan, que en un moment va formar la província Paytakaran d'Armènia. Els dos rius més grans d'Artsakh eren el Gargar i el Tàrtar (Trtu en les fonts armenies clàssiques), que flueixen cap a l'est i finalment s'uneixen al Kura. El regne medieval d'Artsakh (1000–1261) abastava tot el territori de la província clàssica i també incloïa Gardman-Parisos al nord i els cantons de Sodk i Gegharkunik de Siunik, situats a la vora del llac Sevan.

Segons l'obra armenia anònima del segle VII Ashkharatsoyts ("Geografia"), Artsakh comprenia 12 cantons (gavars, existeixen variacions d'ortografia):
1. Miws Haband (Մյուս Հաբանդ) ;
2. Vaykunik’ (Վայկունիք) ;
3. Berdajor (Բերդաձոր) ;
4. Mec Aṙank’ (Մեծ Առանք) ;
5. Mec Kuenk’ (Մեծ Կվենք) ;
6. Harčlank’ (Հարճլանք) ;
7. Muxank’ (Մուխանք) ;
8. Piank’ (Պիանք) ;
9. Parsakank’ (Պարզկանք) ;
10. Sisakan Vostan ó Sisakan-i-Kotak
11. K’usti-P’aṙnēs (Քուստի Փառնես) ;
12. Kołt’ (Կողթ).

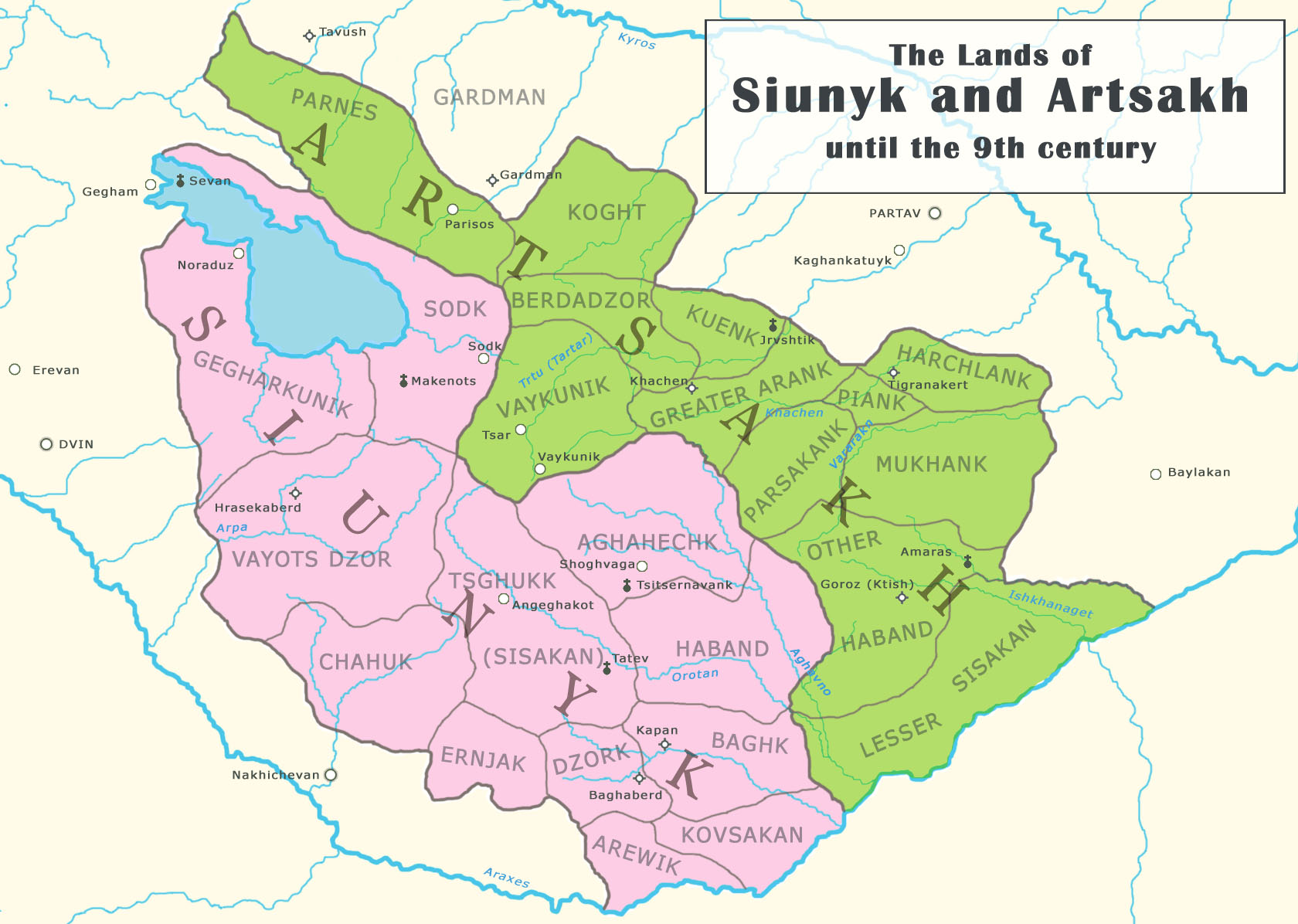
L'Artsakh i la Siunia fins al

No se saben les característiques ètniques originals de l'Artsakh, però amb seguretat van variar amb el temps; els armenis hi haurien arribar entre al segle vii aC i el segle ii aC. La població parlava un dialecte de l'armeni oriental, l'artsakhian (que subsisteix encara a l'Alt Karabakh), tal com esmenta el gramàtic del segle vii Stépanos Syunetsi.

## Història

Mapa de l'Armènia Major cap a l'any 150; l'Artsakh és a l'est

Per restes arqueològiques se sap que la regió va estar a partir del 800 aC sota la influència d'Urartu, Assíria i Manna; després de la caiguda d'Urartu al segle vi aC, l'Artsakh i la major part de la regió al sud del riu Kura van caure en mans dels medes i després dels aquemènides. És possible que formés part d'Armènia sota els Oròntides, del segle iv al segle ii aC, però no hi ha testimonis que ho acreditin; però juntament amb Siunia (Siunik) i Utik, va pertànyer a Armènia des d'almenys el 189 aC, i va ser una província del regne, fins que el 387 va passar al regne d'Aghuània o Aluània (Albània del Caucas).
Segons els antics historiadors armenis Moïsès de Khorene i Movsès Kaghankatvatsi, l'Artsakh fou el domini d'un senyor (nakharar) de nom Aran, ancestre dels aranshahíkides. La seva genealogia la dona Movsès Kaghankatvatsi, que li situa l'origen en la línia dels antics patriarques i reis d'Armènia iniciada per Haik i continuada pel seu fill Aram. Aran hauria rebut d'un rei de nom Valarsaces el títol de nahpet (príncep hereditari) de la plana d'Arran (que va rebre el seu nom) a la fortalesa de Hnarakert segons diu Esteve Orbelian; també és considerat l'epònim de l'Aghuània (Aran i Artsakh) i el primer sobirà.
A l'inici del segle iv el cristianisme va penetrar a Armènia. Agathangelos esmenta entre els setze prínceps armenis que van acompanyar a Gregori I l'Il·luminador a Cesarea de Capadòcia (on Gregori fou nomenat pontífex del país) a un « príncep del país de Zotek » (linía d'Aran). L'Artsakh va esdevenir llavors una base principal dels missioners armenis que difonien el cristianisme pels territoris veïns. El 310, Grigoris, net de Gregori, fou consagrat bisbe d'Ibèria i d'Aghuània; després del seu martiri les seves despulles foren preservades al monestir d'Amaras. Grigoris va esdevenir aleshores el sant patró de l'Artsakh.

### Guerres armeno-perses
La segona meitat del segle iv fou un període de guerres entre Armènia i els sassànides de Pèrsia en el quadre de l'enfrontament d'aquests darrers amb l'Imperi Romà. Després de trenta-quatre anys de lluites la noblesa armènia es va revoltar i va refusar donar suport al rei Arsaces II, per cansament de la guerra. Després d'una derrota dels exèrcits sassànides i aghuans, el sparapet Museł Mamiconi va castigar severament els territoris armenis rebels entre els quals hi havia l'Artsakh, i els va sotmetre a l'autoritat directe del rei; el 372, va reconquerir la província veïna de l'Utik i va restablir la frontera amb l'Aghuània al riu Kura. L'enfrontament entre romans i perses va continuar fins que el 387 els dos imperis van acordar la pau que repartia Armènia en dues parts cadascuna sota la influència d'un d'ells. L'Aghuània, aliada als sassànides, va aconseguir la riba dreta del Kura fins a l'Araxes, és a dir l'Utik i l'Artsakh, si bé no està establert amb seguretat si aquesta darrera regió va passar a Aghuània immediatament o bé el traspàs no fou efectiu fins al 451. Generalment en aquest temps se situa la comarca de Sodk dins de l'Artsakh, però és possible també que aquest districte fos una terra reial. La part septentrional comprenia també la senyoria de Koght, els nakharark de la qual podrien ser els senyors originals de l'Artsakh.
Abans d'aquesta data apareix esmentat un nakharar de nom Varhan, vers el 445, i un altre, Arshavir, consta que va participar en la revolta nacional armènia del 451; en aquest any, després de la batalla d'Avarayr, nombrosos nobles armenis es van retirar a les zones de muntanya i de boscos poc accessibles, especialment a l'Artsakh, que va esdevenir un centre de resistència contra els perses, si bé no tenia cap estructuració administrativa diferenciada. Durant el segle v el cristianisme es va estendre per tota la regió. Mesrop Machtots va obrir a Amaras la primera escola armènia. L'Artsakh va ser un lloc de cultura essencialment armènia i els seus nakharark (plural armeni nakharark) van tenir un paper destacat en els afers d'Aghuània. El 498, en un lloc anomenat Aghven (a la regió moderna de Martakert va tenir lloc una assemblea de l'església d'Aghuània en presència de la noblesa, dels prínceps (azgapetk) d'Artsakh i del rei Vatchagan III el Pietós, que culmina amb l'adopció de la Constitució d'Aghven, reglamentant les relacions entre la noblesa, el clergat i el poble.

### Edat mitjana
Del segle vii al IX, Transcaucàsia va estar sota domini més o menys efectiu del califat; els senyors d'Artsakh estaven al segle vii sota la influència de Siunia.
El 821 es va fundar un principat a l'Artsakh sense reconèixer la sobirania califal; Isaac Simbacià de Shaki (Herècia), que possiblement és el mateix príncep esmentat com a Isaac que dominava el Gelarquniq i Sodk (tot el nord de Siunia), aprofitant la decadència mihrànida (la dinastia de Aghuània) s'estenia a l'est i fundava el principat de Khatxèn que comprenia gran part de l'Artsakh. No és clar si pertanyia a la dinastia bagràtida o a la siuníkida, i en aquest darrer cas si era de la branca major o de la branca menor coneguda com els aranshahíkides. El principat de Khatxèn a l'Artsakh el va administrar Atrnerseh I, fill d'Isaac Simbacià. Mort Varaz Terdat II (príncep de Gardam i rei d'Aghuània), Sahl i el seu fill s'haurien apoderat de la major part de l'Artsakh que dominava completament vers l'any 828 o 829. Després fou príncep el seu fill Abu Musa Isai o Ktritch (vers 853- 855), que es va titular rei dels aghuans i príncep de Gardam, títol conservat pels seus immediats successors i després limitat a príncep d'Aghuània a la segona meitat del segle x i príncep de Khatxèn al segle xi.
Un altre príncep de nom Esayi Abu Musa va fundar un altre principat al sud, el Dizak també a la primera meitat del segle ix. El principat de Siunia va esdevenir regne l'any 1000, i va controlar part de l'Artsakh i la Siunia; va estar governat per la dinastia Hasan-Jalalyan o hasanjalàlides, i fou el darrer estat armeni a mantenir la seva independència a la part oriental d'Armènia.